# Дяченко Лідія Олексіївна
Лі́дія Олексі́ївна Дяче́нко (нар. 16 січня 1956, с. Семиполки Броварського району Київської області) — українська акторка, провідна майстриня сцени Київського академічного обласного музично-драматичного театру імені П. К. Саксаганського, народна артистка України (2015).

## Життєпис
1977 — закінчила Київський інститут культури (викладач А. Гузєєв).
1977—1980 — викладачка Тульчинського культурно-освітнього училища.
1980—1982 — артистка розмовного жанру вокально-інструментального ансамблю «Калина» Черкаської філармонії.
1982—1983 — організаторка Будинку культури Черкаського ВО «Азот».
З 1983 — акторка Київського академічного обласного музично-драматичного театру імені П. К. Саксаганського в м. Біла Церква.

## Ролі
- Анеля («Дами і гусари» А. Фредро)
- Баба Шура («Любов і голуби» В. Гуркіна)
- Баба Феня («По сусідству живемо» С. Лобозьорова)
- Гапуся («Весілля в Малинівці» Л. Юхвіда)
- Марфа Семенівна («Жіночий бунт» за М. Шолоховим)
- Мотя («Марія» О. Кудрявцева)
- Наташа («Ми йдемо дивитися „Чапаєва“» О. Данилова)
- Одарка («Сватання на Гончарівці» Г. Квітки-Основ'яненка)
- Туманчикова («Святий і грішний» М. Варфоломєєва)
- Ханума («Ханума» за А. Цагарелі)
- Чухниха («Віддавали батька в прийми» В. Канівця)

## Визнання
- 2004 — заслужена артистка України[2]
- 2005 — Орден княгині Ольги III ступеня[3]
- 2015 — народна артистка України